# شانکر

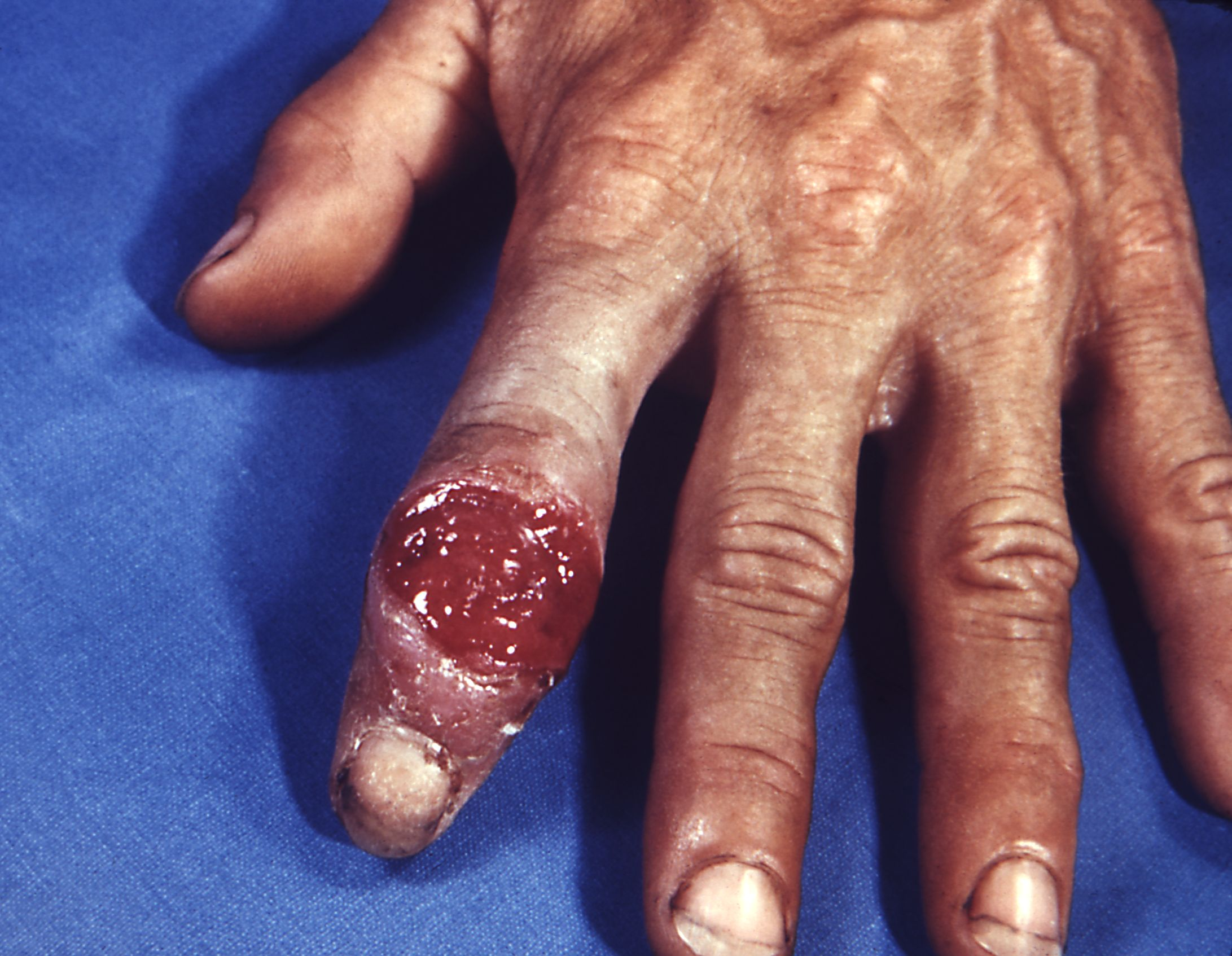
شانکر اولیه سیفلیس روی دست

شانکر (به انگلیسی: Chancre) نوعی زخم پوستی بدون درد است که در مرحله اولیه بیماری سیفلیس ظاهر می‌گردد. این زخم تقریباً ۳ تا ۹۰ روز (به‌طور متوسط ۲۱ روز) بعد از در معرض قرار گرفتن با باکتری ترپونما پالیدوم ظاهر می‌شود. این زخم معمولاً (در ۴۰٪ موارد) از نوع زخم سفت، بدون درد و خارشی بر روی پوست و دارای ظاهری تمیز و حاشیه‌هایی برجسته در اندازه‌ای بین ۰٫۳ تا ۳٫۰ سانتی‌متر است.
شانکر معمولاً در اطراف مقعد، دهان، آلت تناسلی و مهبل ظاهر می‌شود و ممکن است بین چهار تا هشت هفته بعد، بدون استفاده از هیچ گونه دارویی ناپدید گردد.
بیماری شانکر که یک بیماری مقاربتی است علاوه بر تروپونما پالیدوم عامل باکتریایی دیگری نیز دارد، که این عامل باکتری هموفیلوس دوکری (H.ducrey) می‌باشد که یک پاتوژن واقعی است و هیچ‌کس این ارگانیسم را به صورت فلور طبیعی ندارد. این نوع شانکر ابتدا یک زخم کوچک تناسلی است که کم‌کم بزرگ می‌شود و غدد لنفاوی نزدیک به آن متورم می‌شود. این شانکر با شانکر ناشی از سیفلیس متفاوت است: این شانکر نرم است و اطرافش مضرس و دردناک می‌باشد، اما شانکر سیفلیس سخت است و اطرافش نرم و بدون درد است و مضرس نمی‌باشد.